# 曲率形式
微分幾何学では、曲率形式(curvature form)は、主バンドル上の接続形式の曲率を記述する。リーマン幾何学では、曲率形式は、リーマン曲率テンソルの代行物か一般化と考えることができる。

## 定義
G をリー代数 {\displaystyle {\mathfrak {g}}} をもつリー群とし、P → B を主 G-バンドルとする。P 上のエーレスマン接続(Ehresmann connection)を ω とする。（エーレスマン接続は、P 上の {\displaystyle {\mathfrak {g}}} に値を持つ 1-形式である。）
すると、曲率形式は P 上の {\displaystyle {\mathfrak {g}}} に値を持つ 2-形式であり、
{\displaystyle \Omega =d\omega +{1 \over 2}[\omega ,\omega ]=D\omega }
により定義される。
ここで、{\displaystyle d} は外微分を表し、{\displaystyle [\cdot ,\cdot ]} は {\displaystyle [\alpha \otimes X,\beta \otimes Y]:=\alpha \wedge \beta \otimes [X,Y]_{\mathfrak {g}}} により定義され、D は共変外微分(exterior covariant derivative)である。別な表現をすると、
{\displaystyle \,\Omega (X,Y)=d\omega (X,Y)+[\omega (X),\omega (Y)]}
である。

### ベクトルバンドルの曲率形式
E → B をベクトルバンドルとすると、ω を 1-形式の行列とも考えることができるので、上の式は構造方程式
{\displaystyle \,\Omega =d\omega +\omega \wedge \omega }
となる。ここに {\displaystyle \wedge } はウェッジ積とする。さらに詳しくは、{\displaystyle \omega _{\ j}^{i}} と {\displaystyle \Omega _{\ j}^{i}} で、それぞれ ω と Ω の成分を表すとすると（各々の {\displaystyle \omega _{\ j}^{i}} は通常の 1-形式で、各々の {\displaystyle \Omega _{\ j}^{i}} は通常の 2-形式である）、
{\displaystyle \Omega _{\ j}^{i}=d\omega _{\ j}^{i}+\sum _{k}\omega _{\ k}^{i}\wedge \omega _{\ j}^{k}}
となる。
例えば、リーマン多様体の接バンドルに対して、構造群は O(n) であり、Ω は O(n) のリー代数に値をもつ 2-形式であり、反対称行列である。この場合には、曲率形式 Ω は曲率テンソルで記述すると、
{\displaystyle \,R(X,Y)=\Omega (X,Y),}
となる。

## ビアンキ恒等式
{\displaystyle \theta } が標構バンドル上のベクトルに値を持つ標準 1-形式であれば、接続形式 {\displaystyle \omega } のトーション {\displaystyle \Theta } は、ベクトルに値を持つ 2-形式で、次の構造方程式によって定義される。
{\displaystyle \Theta =d\theta +\omega \wedge \theta =D\theta .}
ここに、上記のように、D は共変外微分(exterior covariant derivative)である。
第一ビアンキ恒等式は、
{\displaystyle D\Theta =\Omega \wedge \theta }
であり、第二ビアンキ恒等式は、
{\displaystyle \,D\Omega =0}
で、より一般的な主バンドルのに任意の接続に対して有効である。